# 塞切尼
塞切尼是匈牙利的城鎮，位於該國北部，由諾格拉德州負責管轄，面積45.83平方公里，該地區自史前時代已有人類居住，2011年人口5,765，其中約八成居民信奉天主教。

## 外部連結
- Street map （匈牙利文）
- Aerial photographs （页面存档备份，存于）